# شهرستان مک‌لنن (تگزاس)
شهرستان مک‌لنن، تگزاس (به انگلیسی: McLennan County, Texas) یک سکونتگاه مسکونی در ایالات متحده آمریکا است که در تگزاس واقع شده‌است.

## خصوصیات
شهرستان مک‌لنن ۲٬۷۴۵٫۴ کیلومترمربع مساحت دارد.